# Michel Gill
Michel Gill (Nova York, 16 de abril de 1960), também conhecido como Michael Gill, é um ator estadunidense mais conhecido pelo papel de Presidente Garrett Walker na série da Netflix House of Cards.

## Filmografia

### Televisão
| Ano             | Série de TV        | Papel                    |
| --------------- | ------------------ | ------------------------ |
| 2013            | The Good Wife      | Frederick Plunkett       |
| 2013–2014, 2016 | House of Cards     | President Garrett Walker |
| 2014            | Person of Interest | Rene Lapointe            |
| 2015            | Forever            | Dmitry Malakoff          |
| 2015-2016       | Mr. Robot          | Gideon Goddard           |
| 2016-presente   | The Get Down       | Mr. Gunns                |